# جوایز فیلم اینساید
جوایز فیلم اینساید (اکنون به عنوان جوایز IF شناخته می‌شود) یک مراسم اهدای جوایز و پلت فرم پخش سالانه برای صنعت فیلم استرالیا است که توسط سازندگان مجله فیلم اینساید، استفان جنر و دیوید باردا توسعه یافته‌است. برندگان جوایز توسط یک نظرسنجی تعیین می‌شوند که آن را از جوایز اکتا که توسط متخصصان صنعت داوری می‌شود متمایز می‌کند.
از سال ۲۰۱۲، جوایز IF در تعلیق بود.